# Florida (stacja metra w Buenos Aires)
Florida - stacja metra w Buenos Aires, na linii B. Znajduje się pomiędzy stacjami Leandro N. Alem a Carlos Pellegrini. Stacja została otwarta 1 grudnia 1931.